# Лютеранская церковь Святой Екатерины
Церковь Святой Екатерины — евангелическо-лютеранская церковь на Васильевском острове в Санкт-Петербурге с действующим приходом. Расположена по адресу: Большой проспект Васильевского острова, дом 1а.

## История
Община создана в 1728 году. В начале верующие собирались в каменном доме на Васильевском острове. Позднее на фундаменте этого строения была возведена церковь, освященная 29 сентября 1744 года во имя апостола Петра.
- Современное здание заложено 22 июня 1768 года (на 1100 мест). Архитектором церкви был Ю. М. Фельтен. Освящена 26 января 1771 года.
- Капитальный ремонт был в 1852 и 1859 годах[1] (последний при участии архитектора В. Я. Лангвагена).
- Церковь перестроена в 1902—1903 годах, в том числе расширена на 200 мест под руководством архитектора Л. Х. Маршнера.

К 1917 году в состав прихода входили: богадельня для вдов, сиротский приют, гимназия и реальное училище для мальчиков, женская гимназия, начальные школы для мальчиков и девочек. В 1935 приход закрыт властями, пасторы и часть прихожан репрессированы. и
Церковный зал изначально был поделен колоннами на три нефа. В алтаре висели копии картин Рубенса «Тайная вечеря» и Ванлоо «Воскресение». На стенах висели полотна Гриммеля «Искушение Адама» и «Распятие».
В 1852 году в церковном зале был установлен орган работы мастера Г. Метцеля, привезённый из Регензбурга. В 1859 году архитектором В. Я. Лангвагеном перестраивался церковный зал, по сторонам церкви заменили металлическую ограду на кирпичную. В конце XIX века церковный зал оборудовали хорами, в нём установили позолоченные статуи Веры и Любви, мраморную статую Спасителя работы скульптора Бока. Тогда же здесь появился новый большой орган на 48 регистров.
В 1930-х годах храм был закрыт, здание передали клубу горняков. В 1970-х годах здание церкви занимал филиал института «Гидропроект», а в 1980-х годах здесь работала студия звукозаписи «Мелодия».
В 1989 году община вновь собралась в своем здании, и в 1996 году официально получила его в бессрочное безвозмездное пользование. В 1995 году над куполом установлен крест, а в 1999 — установлен новый, самый большой в городе механический орган, вместо вывезенного и утраченного.

## Архитектура

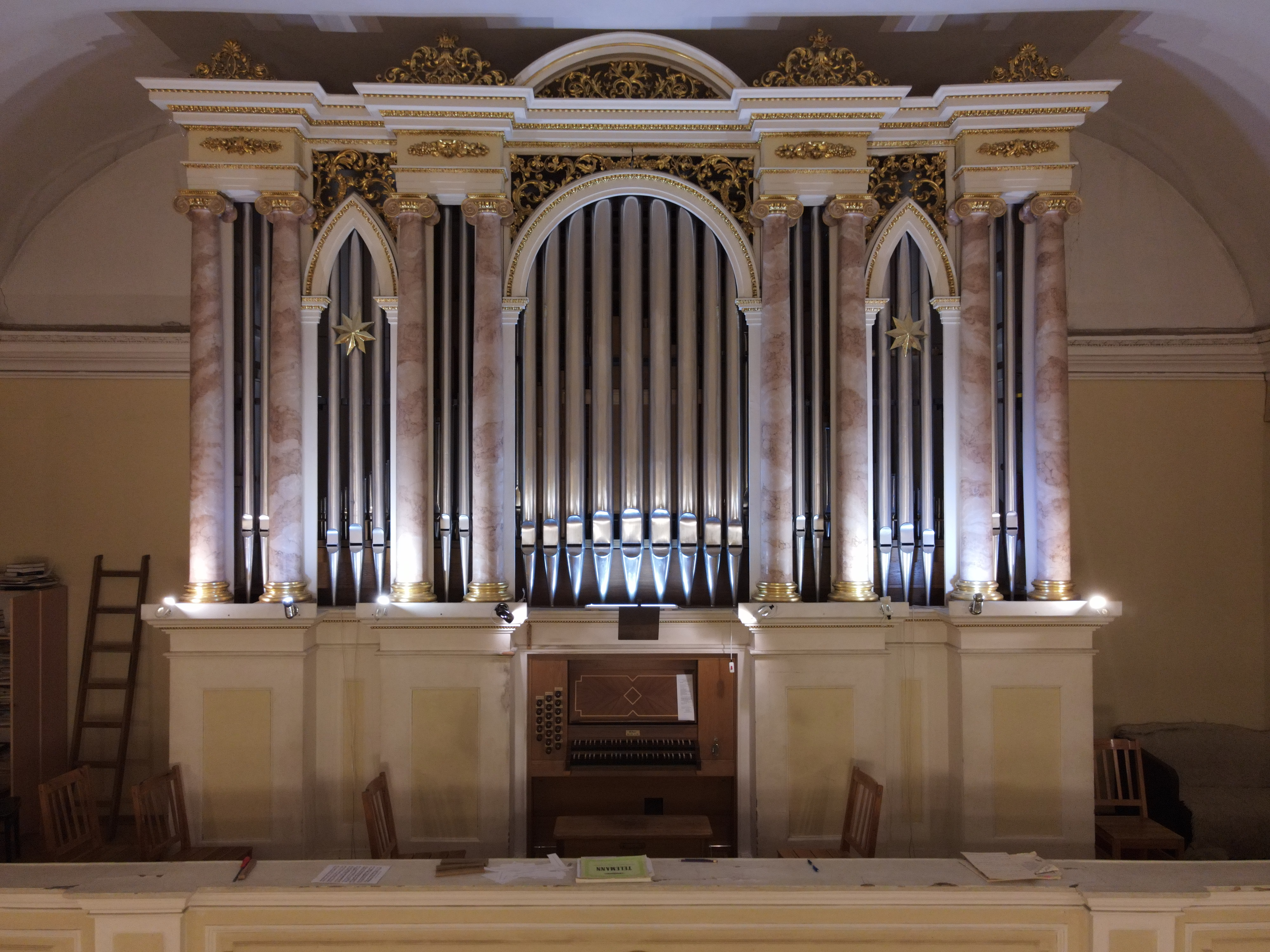
Орган церкви

Здание церкви характерно для творчества Ю. М. Фельтена, создавшего в Петербурге ряд аналогичных сооружений. Прямоугольная в плане, двухъярусная церковь включает круглый в плане вестибюль, служебные помещения и большой зал, разделенный на три части колоннами коринфского ордера.
Южную часть здания венчает небольшой купол на высоком барабане, удачно включенный в композицию главного фасада. Главный фасад с его четырёхколонным дорическим портиком типичен для архитектуры раннего классицизма. В 1902—1903 годах по сторонам портика были сооружены помещения для лестниц, что превратило его в лоджию. Тогда же статуи апостолов Петра и Павла перенесены из ниш по сторонам входа в ниши наружных стен лестничных пристроек по сторонам лоджии. В настоящее время в связи с затянувшейся реставрацией КГИОП статуи не подлежат восстановлению.

## Пасторы, служившие в приходе
- 1728—1740: Отто Людольф Трефурт
- 1740—1759: Иоганн Гирберти
- 1759—1764: Конрад Стефан Майнтель
- 1764—1799: Кристиан Иоахим Грот
- 1800—1819: Иоганн Генрих Буссе
- 1835—1855: Август Фридрих Ян
- 1855—1875: Карл Леберехт Бекманн
- 1872—1874: Густав Феликс Ринне
- 1875—1901: Рейнгольд Вильгельм Вальтер
- 1875—1900: Роберт Фридрих Хазенъегер
- 1892—1897: Артур Райнталь, адъюнкт
- 1900—1905: Макс Густав Хессе
- 1901—1920: Райнталь
- 1909—1918: Оскар фон Вирен
- 1914—1929: Арнольд Фришфельд
- 1931—1935: Вольдемар Вагнер